# Ayano Ōmoto
Ayano Ōmoto (大本 彩乃 Ōmoto Ayano) ; Fukuyama, 20 september 1988), bijnaam Nocchi (のっち), is een Japanse zangeres en danseres. Ze is lid van de elektropopgroep Perfume.

## Biografie
Ōmoto is geboren en opgegroeid in Fukuyama in de prefectuur Hiroshima en ging naar de Actor's school Hiroshima met vrienden en mede-leden van Perfume Ayaka Nishiwaki en Yuka Kashino.
Ōmoto kwam bij de band als vervanger voor het in 2001 vertrokken lid Yūka Kawashima.